# Juan Ramón López Caro
Juan Ramón López Caro (Lebrija, 23 marzo 1963) è un allenatore di calcio spagnolo.

## Palmarès

### Club

#### Competizioni nazionali
- Segunda División B: 3

Melilla: 1998-1999
Real Madrid B: 2001-2002, 2004-2005